# Mirador Deporte y Casal
O Mirador Deporte y Casal', também chamado de Mirador Volleyball Club, é um time de voleibol feminino dominicano da cidade de Santo Domingo. Foi nomeado pela NORCECA para a disputa do Mundial de Clubes de 2010, da edição de Mundial de Clubes de 2011 e Mundial de Clubes de 2015.

## História
O Centro Esportivo e Cultural Mirador foi fundado em 14 de junho de 1970 por Ricardo Arias e sua esposa Mayo Sibilia, ambos professores de educação física. Ricardo é um veterano técnico de voleibol e na época era o técnico da Seleção Dominicana e sua esposa era ex-jogadora da equipe, tendo disputado os Jogos Centro-Americanos em Kingston, Jamaica (1962) e San Juan, Puerto Rico (1966).
O Mirador participou pela primeira vez de uma competição em 1970 no Torneio de Clubes organizado pela Associação Distrital Nacional onde conquistou a medalha de prata e o direito de representar os clubes no Torneio Estrelas do Futuro contra uma equipe composta por jogadores de diferentes escolas públicas e privadas.
Foi o início de uma cadeia de vitórias em todas as faixas etárias, incluindo o primeiro Torneio da Liga Superior em 1975. No mesmo ano, Mirador conquistou o título no Campeonato Nacional de Santiago de los Caballeros e venceu a partida contra um time All-Star de jogadores integrantes das outras equipes.
Mirador venceu oito torneios consecutivos até 1983 e triunfou nas edições de 1985 e 1989. Em 1991, sob a presidência do Sr. Cristobal Marte Hoffiz, Mirador começou outra sequência de oito anos de supremacia até 1999 e depois venceu novamente em 2001a 2005.
A nível internacional, Mirador ganhou a medalha de prata no Torneio da Confederação de Clubes Campeões da NORCECA em 1993.A maioria das jogadoras da atual Seleção Feminina iniciou suas carreiras jogando no Mirador Center, que continua seu trabalho de desenvolvimento em diferentes categorias de idade.

## Elenco
Integrantes do Mirado Volleyball Club para a disputa do Mundial de Clubes de 2015

Técnico: Marcos Kwiek

Integrantes do Mirado Volleyball Club para a disputa do Mundial de Clubes de 2011

Técnico: Wilson Sanchez

Integrantes do Mirado Volleyball Club para a disputa do Mundial de Clubes de 2010.

Técnico: Marcos Kwiek

### Títulos conquistados
Campeonato Dominicano
- Campeão:1975, 1976, 1977, 1978, 1980, 1981, 1982, 1983, 1985, 1989, 1991, 1992, 1993, 1994, 1995, 1996, 1997, 1998, 1999, 2001, 2002, 2003, 2004, 2005 2 2019
- Terceiro posto:2018

 Campeonato NORCECA
- Vice-campeão:1993

 Mundial de Clubes
- Quarto posto:2010 e 2011